# Dicó
Dicó (en llatí Dicon , en grec antic Δίκων) fill de Cal·limbrot i nascut a Caulònia colònia aquea a Itàlia, va ser un atleta grec que va guanyar a la cursa a peu en els Jocs Pitis per cinc vegades, tres als Jocs Ístmics, quatre als Jocs Nemeus, i als Jocs Olímpics dues vegades a la categoria d'homes i una a la de nois joves.
Va ser considerat un περιοδονίκης ("periodoníkes", vencedor per quatre vegades als Jocs panhel·lènics). Va tenir diverses estàtues a Olímpia, segons Pausànies. Després de totes les seves victòries, excepte la primera, va competir per Siracusa a canvi d'una suma de diners. Una de les seves victòries va ser a la 99a Olimpíada, l'any 384 aC i les altres en dates no llunyanes però desconegudes.